# Dorojne
Dorojne (în ucraineană Дорожне) este o comună în raionul Vinnîțea, regiunea Vinnița, Ucraina, formată numai din satul de reședință.

## Demografie
Componența lingvistică a satului Dorojne
     Ucraineană (98,21%)
     Rusă (1,63%)
     Alte limbi (0,16%)
Conform recensământului din 2001, majoritatea populației satului Dorojne era vorbitoare de ucraineană (98,21%), existând în minoritate și vorbitori de rusă (1,63%).